# Спаська вежа (Новгородський дитинець)
Спаська вежа (рос. Спасская башня) — проїзна Вежа Новгородського дитинця, будова кінця XV століття. Вежа шестиярусна, в плані являє собою витягнутий прямокутник 15 × 8,3 м. Ширина проїзду — 3 м. Висота стін — 19 м, а товщина стін на рівні другого ярусу — 2 м. Вінчає вежу п'ятнадцятиметровий намет з дозорною вишкою, відновлений за описами XVII століття. Південний фасад декорований трьома круглими розетками й орнаментальним поясом з ромбів. Проїзд закритий ґратами. На другий ярус вели сходи у товщі стіни. Верхні вежі служили бойовим цілям. Перекриття всередині башти відсутні. До північного фасаду примикають законсервовані рештки церкви Спаса Преображення, виявлені розкопками в 1957 році. Їх верхня частина перекрита монолітною плитою.

## Розташування
Вежа розташована в південній частині Кремля. Зовнішній фасад вежі значно видається з площини кремлівських стін, а внутрішній зливається в одну лінію з зовнішнім фасадом фортечних стін.

## Історія
Свою назву вежа отримала від церкви Спаса Преображення на воротах, вперше заснована в 1297 році, а на думку академіка В. Л. Яніна в 1294 році, збережена до наших днів вежа, побудована в кінці XV століття під час реставрації дитинця.
З Дитинця через проїжджу Спаську вежу в Людин кінець виходила вулиця Пискупля (Єпископська), що далі переходила вулицю в Добриня. Проїжджа частина її була засипана, очевидно, в XVIII столітті і розкрита розкопками в 1937 році.
У XVII столітті вежа увійшла в ансамбль Воєводського двору. Була перебудована Спаська церква, до неї прибудована трапезна палата, а з північного сходу кам'яна дзвіниця. У XVIII столітті надбрамна церква була зруйнована. У XIX столітті на місці примикання церкви до вежі був збудований арочний отвір, а до вежі прибудували дерев'яну каплицю, яку в 1850 році замінили кам'яною двоповерховою прибудовою зі Спаською каплицею, освяченою в ім'я Всемилостливого Спаса і каплицею Живоносного джерела.
В 1914-1915 рр. і в 1938 році на вежі проводилися ремонтні роботи. Під час Другої світової війни зруйнований дерев'яний намет вежі, при тому, що кам'яна частина практично не постраждала. У 1946-1947 роках за проектом А. В. Воробйова і проведених археологічних розкопок під керівництвом M. X. Алешковського вежа була відновлена у вигляді XV століття, двоповерхова прибудова XVII століття з двома каплицями була розібрана.

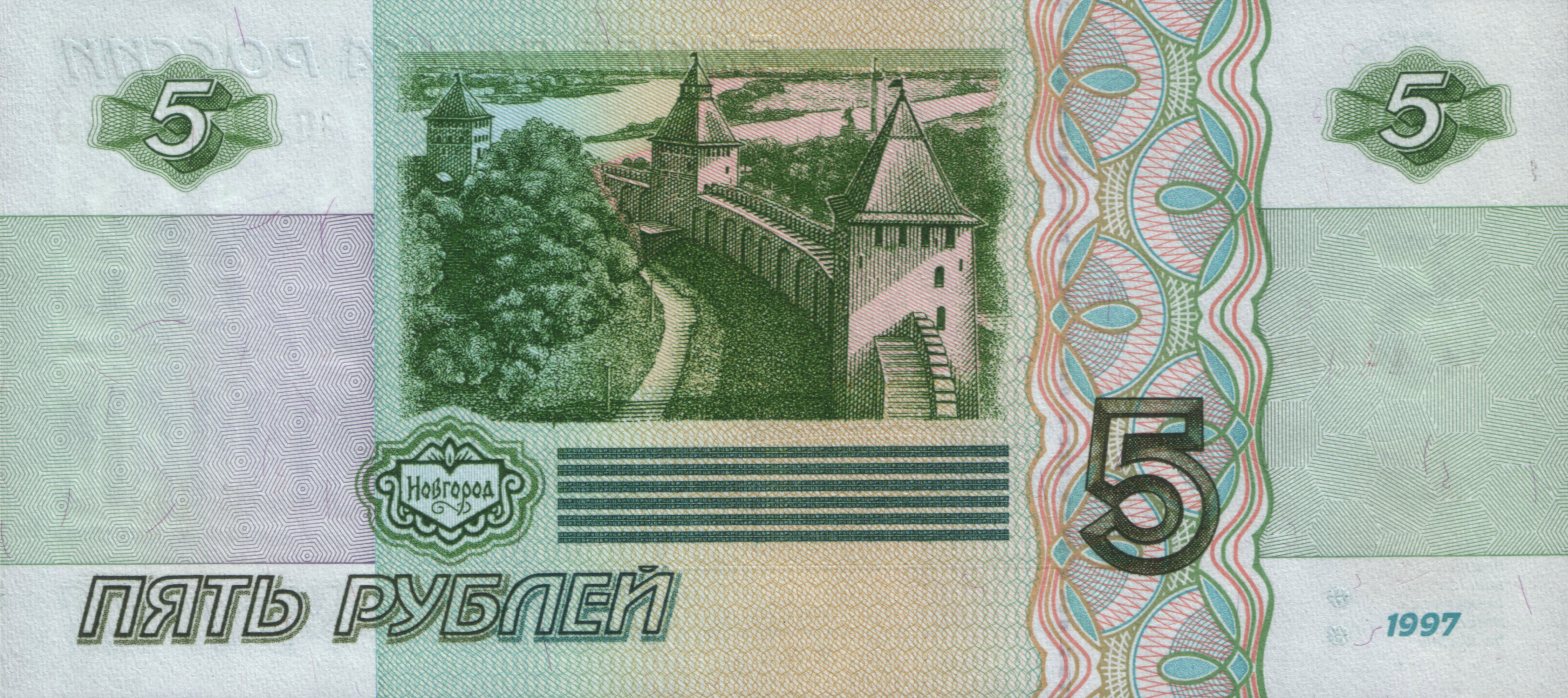
Банкнота в 5 рублів

30 квітня 1991 року впала ділянка стіни біля Спаської вежі, а трохи згодом, у ніч з 3 на 4 травня, поруч обвалилася частина стіни між Спаською та Княжою вежею. У 1994—1996 рр., замість зруйнованого фрагмента стіни між Спаською та Княжою вежами був зведений новий.

Вежа зображена на 5 рублевій Російській банкноті.

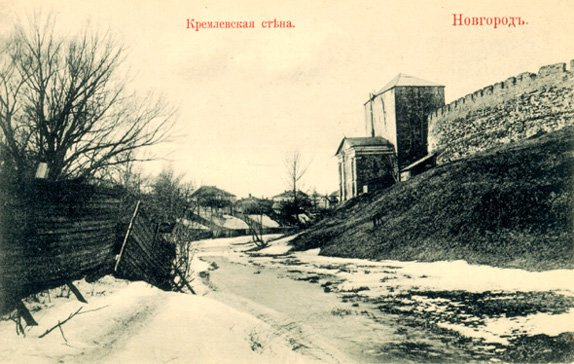
Спаська вежа з каплицею (1913)
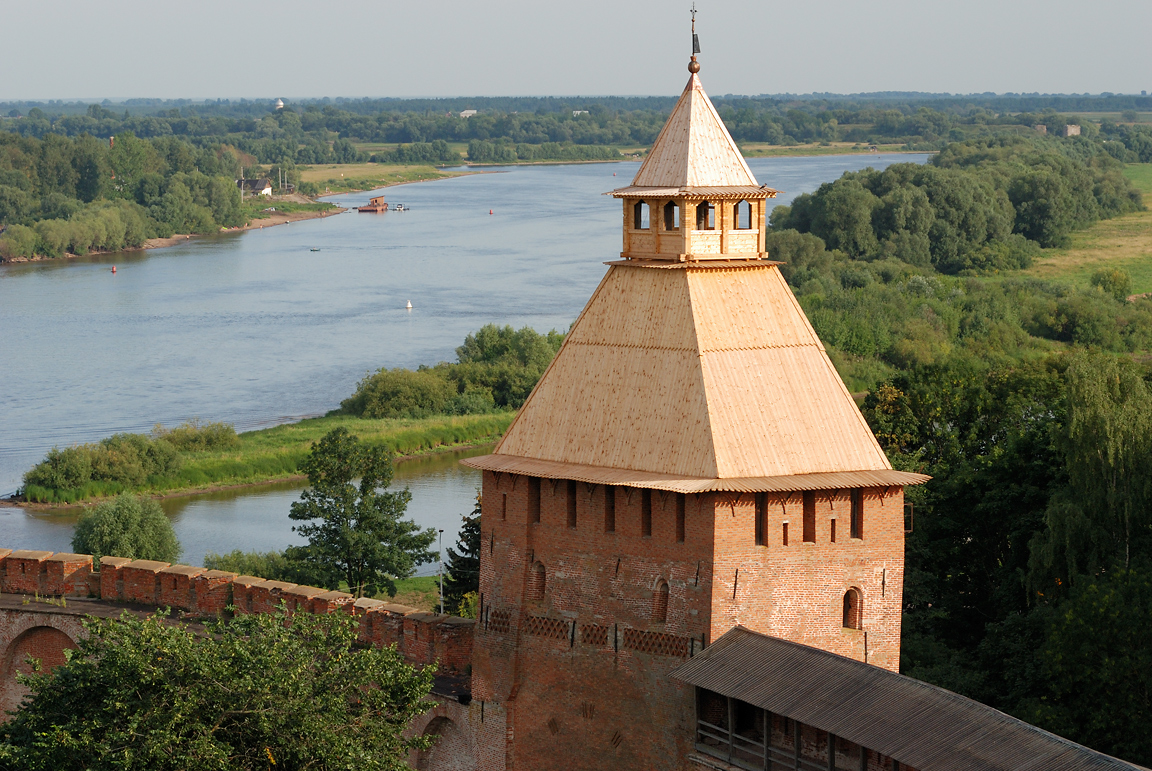
Вид на Спаську вежу з вежі Кокуй

## Культурна спадщина
30 серпня 1960 року постановою Ради Міністрів РРФСР № 1327 "О дальнейшем улучшении дела охраны памятников в РСФСР" ансамбль Новгородського кремля прийнятий під охорону як пам'ятка державного значення.
У 1992 році Рішенням ювілейного засідання Комітету Всесвітньої спадщини ЮНЕСКО архітектурний ансамбль Новгородського кремля включений в Список Всесвітньої спадщини.